# Spoorsingel 2 (Schoonhoven)
Het pand aan de Spoorsingel 2 in de stad Schoonhoven, in de Nederlandse provincie Zuid-Holland, is een rijksmonument.

## Geschiedenis
De villa werd in 1930 gebouwd als notariswoning met kantoor voor mr. B.J. Teyinck. Het expressionistische ontwerp was van architect Died Visser, daarin beïnvloed door Frank Lloyd Wright. Visser werkte samen met de kunstenaar Vilmos Huszár, die verantwoordelijk was voor enkele glas-in-loodramen en de kleurkeuze in het interieur.
Het gebouw heeft een L-vormige plattegrond met twee bouwlagen. De woonvertrekken zijn aangebracht in de lange zijde en de keuken, garage en kantoorruimtes ondergebracht, in de korte zijde. In de achtergevel is aan de linkerzijde een torenachtige opbouw aangebracht, met daarin het trappenhuis en twee lange, smalle glas-in-loodramen van Huszár. 
De villa werd in 2002 opgenomen in het monumentenregister vanwege de cultuur- en architectuurhistorische waarde en de stedenbouwkundig waarde "als onderdeel van de vroeg-20ste-eeuwse, vrijstaande bebouwing aan de singels gelegen op de terreinen van de gedempte stadsgracht."